# Lemieszewicze (gmina)
Lemieszewicze – dawna gmina wiejska istniejąca do 1939 roku w woj. poleskim (obecnie na Białorusi). Siedzibą gminy były Lemieszewicze.
W okresie międzywojennym gmina Lemieszewicze należała do powiatu pińskiego w woj. poleskim. Po wojnie obszar gminy Lemieszewicze wszedł w struktury administracyjne Związku Radzieckiego.